# Helmut Lemke
Helmut Bernhard Julius Lemke (również von Soltenitz; ur. 29 września 1907 w Kilonii, zm. 15 kwietnia 1990 w Lubece) – niemiecki polityk i samorządowiec, działacz Unii Chrześcijańsko-Demokratycznej (CDU), burmistrz Szlezwiku (1937–1945) długoletni minister w rządzie landowym, a następnie premier Szlezwiku-Holsztyna w latach 1963–1971.
Przewodniczący landtagu Szlezwiku-Holsztyna (1971–1983).

## Życiorys
Helmut Lemke studiował prawo i nauki polityczne w Tybindze i Kilonii. W 1929 roku uzyskał stopień doktora nauk prawnych na Uniwersytecie w Heidelbergu.
W latach 1932–1933 Lemke był asesorem sądowym w prokuraturach w Kilonii i Altonie. W czasach narodowego socjalizmu z nominacji NSDAP został w 1933 roku burmistrzem Eckernförde. Od 1937 do maja 1945 Lemke sprawował urząd burmistrza Szlezwiku. Podczas II wojny światowej był oficerem w Kriegsmarine, ostatnio w randze porucznika.
W latach 1945–1948 służył w International Sea Mine Clearance Service, nadzorując usuwanie min na Morzu Bałtyckim na zlecenie brytyjskich władz okupacyjnych. Od 1949 roku Lemke rozpoczął pracę jako notariusz oraz prawnik specjalizujący się w prawie administracyjnym w Lubece.
W okresie powojennym Lemke został członkiem CDU. Od 1950 był członkiem landowego zarządu partii, a następnie szefem struktur partyjnych w Szlezwiku-Holsztynie. Od 1951 do 1954 był senatorem Lubeki i zastępcą burmistrza miasta, a następne został członkiem Landtagu Szlezwika-Holsztynu od 1955 do 1983 roku.
13 października 1954 został mianowany ministrem kultury w rządzie landowym premiera Kai-Uwe von Hassela. 25 października 1955 objął kierownictwo Ministerstwa Spraw Wewnętrznych. Po tym, jak Kai-Uwe von Hassel zastąpił Franza Josefa Straussa na stanowisku federalnego ministra obrony, Lemke został wybrany w styczniu 1963 roku na jego następcę na stanowisku premiera landu.
Po wyborach do Landtagu w 1971 roku Lemke zrezygnował z urzędu premiera i od 1971 do 1983 był przewodniczącym Landtagu.
W 1983 roku wycofał się z polityki i powrócił do Lubeki, gdzie wznowił praktykę prawniczą. Lemke zmarł 15 kwietnia 1990 roku. Został uhonorowany pogrzebem o charakterze państwowym, ceremonia odbyła się w katedrze w Lubece.